# Haskell Indian Nations University

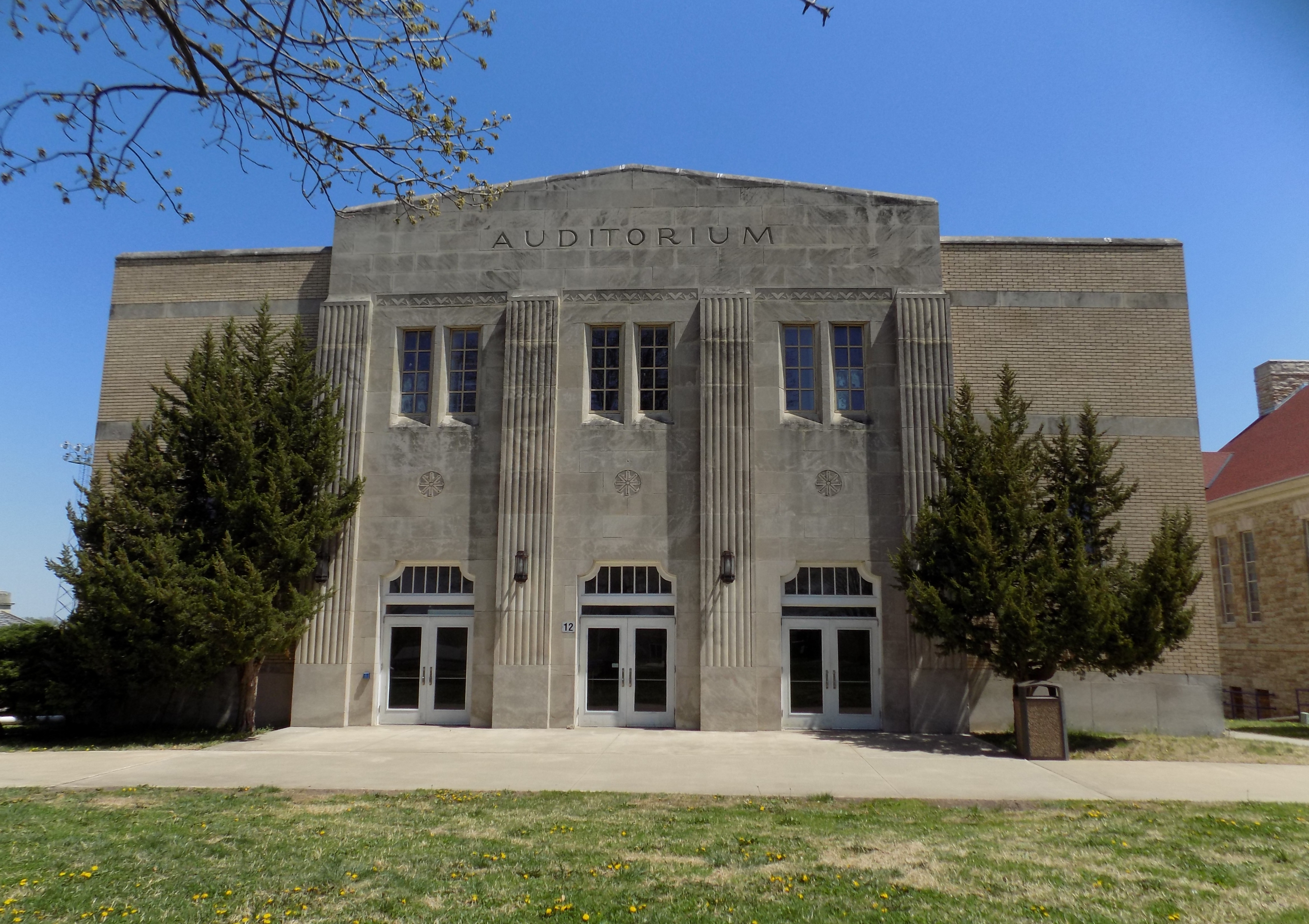
Auditorium (2017)

Haskell Indian Nations University (HINU) ist eine staatliche amerikanische Universität in Lawrence, im Bundesstaat Kansas, die nur für Mitglieder von staatlich anerkannten Indianerstämmen zugänglich ist. Die Hochschule wurde nach Dudley C. Haskell benannt, von 1877 bis 1883 Abgeordneter für Kansas im Repräsentantenhaus der Vereinigten Staaten, dort von 1891 bis 1893 Vorsitzender des Committee on Indian Affairs.

## Geschichte
Die Einrichtung wurde 1884 mit dem Namen United States Indian Industrial Training School als Schule und Internat für Indianerkinder gegründet, die von ihrer Kultur entwöhnt werden sollten. Die Kinder wurden meist ihren Familien weggenommen und durften im Internat weder ihre Muttersprachen sprechen noch traditionelle Kleidung tragen. Ähnliche Institutionen existierten auch in anderen Städten, z. B. die Carlisle Indian Industrial School in Pennsylvania.
1890 wurde die Schule umbenannt in Haskell Institute. Das Internat hörte im Laufe der Zeit auf, Schüler gewaltsam zu rekrutieren und umzuerziehen, und erweiterte mit den Jahren sein Bildungsangebot. Seit 1970 wurde Haskell ein Junior College, entsprechend umbenannt in Haskell Indian Junior College (HIJC), das Vorbereitungskurse für Universitätsstudien anbot. Haskell wandelte sich dann selbst zur Universität und wurde 1993 in Haskell Indian Nations University umbenannt. Die Hochschule bietet Bachelor-Abschlüsse an.

## Studium und Studierende
Die Haskell Indian Nations University hat im Schnitt 1000 Studierende. Im Jahre 1996 waren Studierende von 160 Indianerstämmen aus 36 Bundesstaaten an der Hochschule vertreten.

## National Historic Landmark District

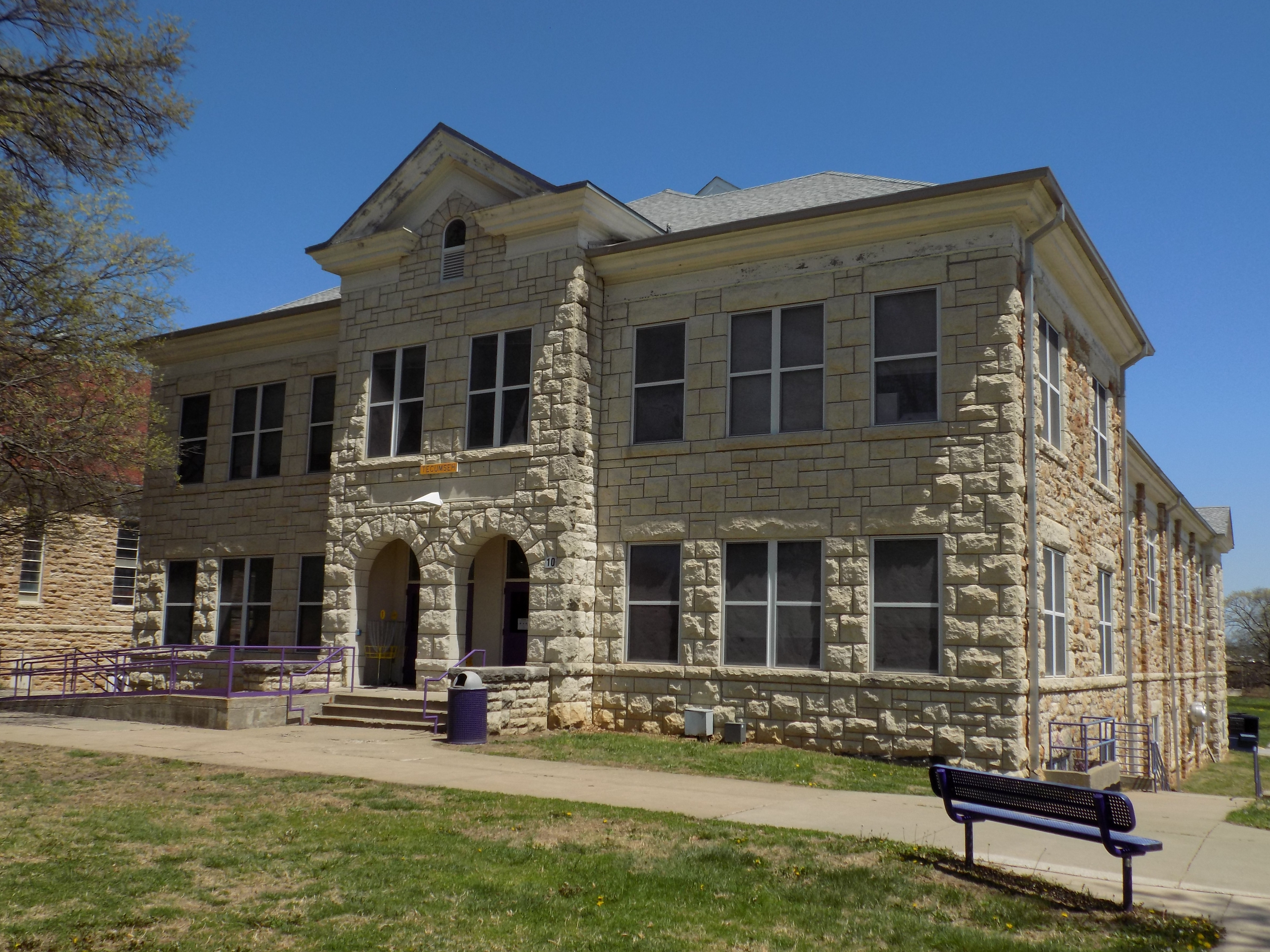
Tecumseh Hall (2017)

1961 wurden 12 Gebäude und Einrichtungen des damaligen „Junior College“ aufgrund der historischen nationalen Bedeutung des Haskell Institute für die Bildung und Ausbildung der amerikanischen Urbevölkerung zum National Historic Landmark District erklärt. Zwischen den Gebäuden besteht kein direkter historischer Zusammenhang, sondern sie wurden je einzeln aufgrund ihrer spezifischen Bedeutung ausgewählt. Aus der ersten Bauperiode (1884–1894) ist kein Gebäude erhalten, lediglich der Friedhof Haskell Institute Cemetery legt noch Zeugnis der frühen Geschichte des Instituts ab. Fünf erhaltene Gebäude erinnern an die zweite Entwicklungsphase des Haskell (1895–1915); aus der dritten Ausbauphase von Mitte der 1920er bis Mitte der 1930er Jahre sind sechs Gebäude erhalten. Die als Landmark District erfassten Einrichtungen sind:
1. Hiawatha Hall, erbaut 1898, ältestes erhaltenes Gebäude des Campus, ursprünglich Sporthalle und Aula der Mädchen
2. Kiva Hall, erbaut 1900, ursprünglich Wäscherei, später Klassenräume
3. Old Dairy, erbaut 1907, ursprünglich Lager, später Molkerei
4. Bandstand, erbaut 1908, Musikpavillon
5. Tecumseh Hall, erbaut 1915, ursprünglich Sporthalle
6. Athletic Field, eingerichtet 1926, Sportstadion
7. Archway, errichtet 1926, Torbogen zur Erinnerung an die 415 Soldaten des Haskell im Ersten Weltkrieg
8. Powowhattan Hall, erbaut 1932, ursprünglich Wohnungen der Angestellten des Haskell Instituts
9. Auditorium, erbaut 1933, Aula
10. Pushmataha Hall, erbaut 1929, Verwaltungsgebäude
11. Pocahontas Hall, erbaut 1931, der älteste bestehende Schlafsaal der Studierenden, Wohnhaus der Studentinnen
12. Indian Cemetery, alter Friedhof des Campus, die Grabinschriften verzeichnen den Namen, den Stamm sowie Geburts- und Todestag der Verstorbenen, ältester Grabstein von 1885, jüngster von 1913